# Jean Lain Mobilités
Pour les articles homonymes, voir Lain.
Jean Lain Mobilités anciennement Jean Lain Automobiles, est une entreprise française fondée en 1966, exerçant ses activités dans la distribution automobile et dont le siège social est situé à La Motte-Servolex dans la périphérie de Chambéry.

## Historique

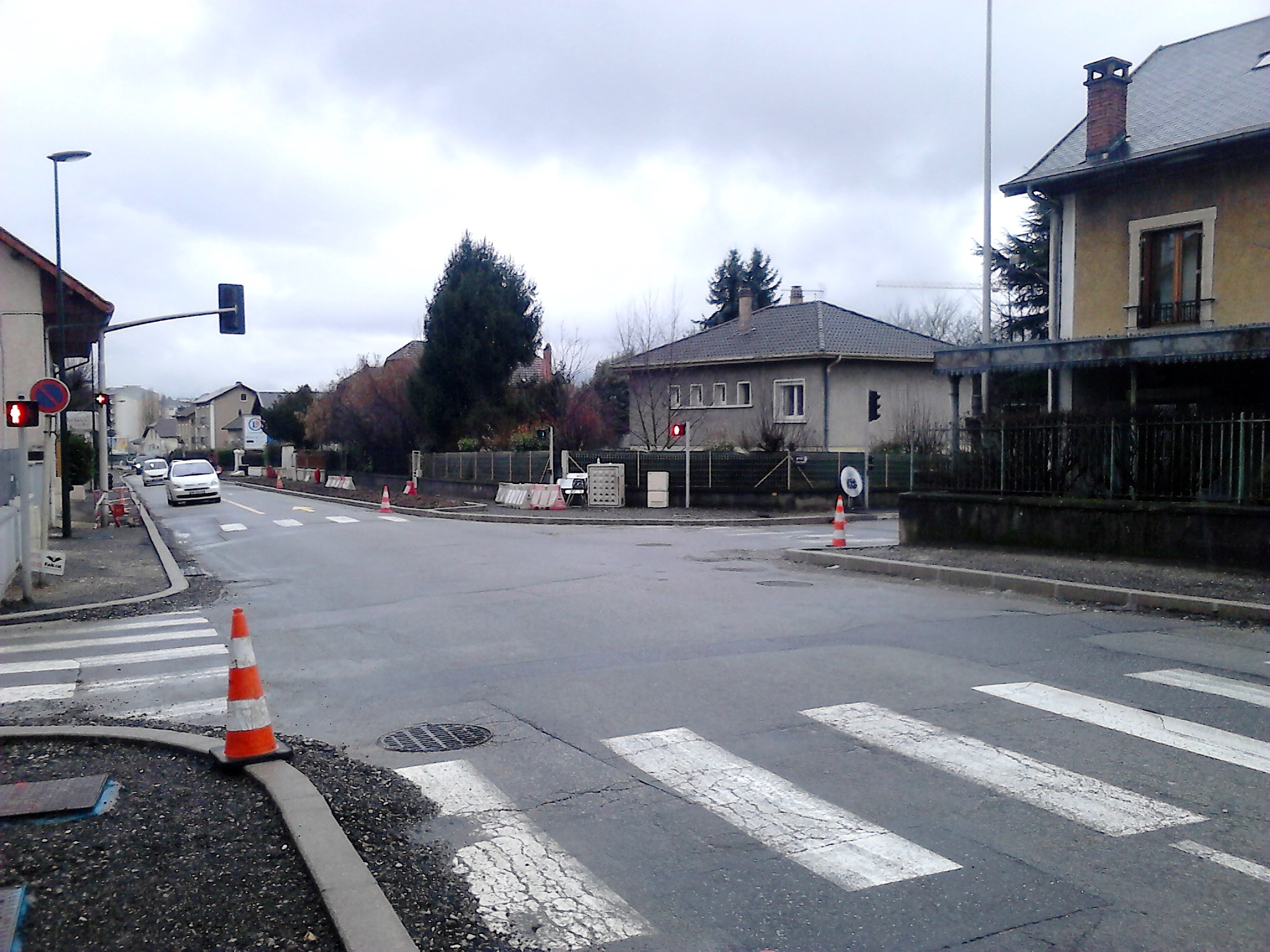
L'avenue de Saint-Simond à Aix-les-Bains où est créée l'entreprise en 1966.

Jean Lain fonde une entreprise en 1966 à Aix-les-Bains et devient rapidement concessionnaire de la marque NSU avant de s’installer à Chambéry en 1970.
Après l'acquisition de NSU par Volkswagen, NSU et Auto Union fusionnent créant Audi NSU Auto Union AG, l’entreprise devient alors distributeur Audi-Volkswagen sur tout le département de la Savoie.
Jean Lain ouvre ensuite une deuxième concession à Grésy-sur-Aix dans les années 1980.
En 1989, le groupe devient distributeur de Toyota sur le département.
En 2002, Jean Lain Automobiles arrive en Haute-Savoie et devient également distributeur des maques Seat et Škoda.
À la suite de plusieurs reprises le groupe devient aussi distributeur de Hyundai, Honda, Lexus, Citroën et DS Automobiles.Le groupe est également distributeur de MG Motor depuis 2021.
En 2020, le groupe acquiert Kleuster, fabricant de triporteurs électriques,. En octobre 2022, la filiale signe un partenariat avec Renault Trucks,.
En mars 2023, Jean Lain Mobilités acquiert 20 % du capital de Uniques, distributeur de vélos électriques,.
En 2024, le groupe reprend CarGO, spécialiste de la location automobile de courte et moyenne durée,.
Jean Lain Mobilités devient distributeur de la marque Fisker à Lyon.

## Développement

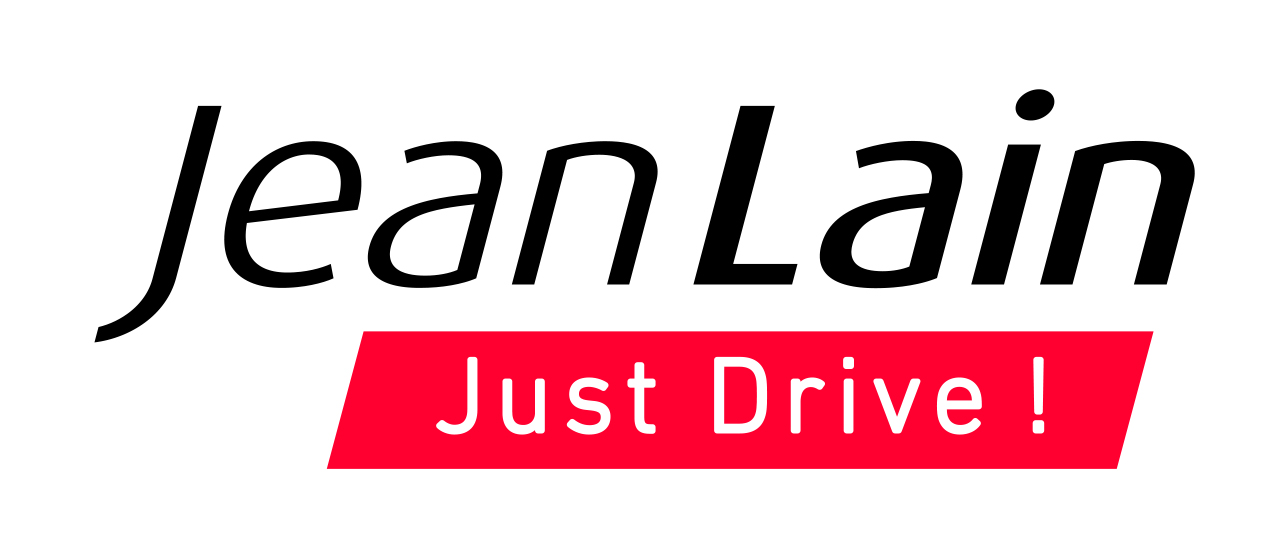
Ancien Logo.

Le groupe se développe dans toute la région Rhône-Alpes après la Savoie et Haute-Savoie avec tout d'abord l'Ain en 2013, l'Isère en 2016, la Drôme et l'Ardèche en 2020 puis le Rhône en 2021, puis en 2023 dans les Hautes-Alpes et aussi dans la région Provence-Alpes-Côte-d’Azur avec les Alpes-de-Haute-Provence.